# Diócesis de Charlottetown
La diócesis de Charlottetown (en latín: Dioecesis Carolinapolitana y en inglés: Roman Catholic Diocese of Charlottetown) es una circunscripción eclesiástica latina de la Iglesia católica en Canadá, sufragánea de la arquidiócesis de Halifax-Yarmouth. La diócesis es sede vacante desde el 4 de marzo de 2021. 

## Territorio y organización
La diócesis tiene 5660 km² y extiende su jurisdicción sobre los fieles católicos de rito latino residentes en la provincia de Isla del Príncipe Eduardo.
La sede de la diócesis se encuentra en la ciudad de Charlottetown, en donde se halla la Catedral basílica de San Dunstán.
En 2019 en la diócesis existían 52 parroquias.

## Historia
La diócesis fue erigida el 11 de agosto de 1829 con el breve Inter multiplices del papa Pío VIII, obteniendo el territorio de la diócesis de Quebec (hoy arquidiócesis de Quebec). Originalmente, la diócesis estaba inmediatamente sujeta a la Santa Sede. El territorio primitivo de la diócesis estaba formado por Nuevo Brunswick, la isla del Príncipe Eduardo y las islas de la Magdalena.
El 30 de septiembre de 1842 cedió una parte de su territorio para la erección de la diócesis de Nuevo Brunswick (hoy diócesis de Saint John) mediante el breve Dominici gregis del papa Gregorio XVI.
El 12 de julio de 1844 se convirtió en sufragánea de la arquidiócesis de Quebec, pero el 4 de mayo de 1852 pasó a formar parte de la provincia eclesiástica de la arquidiócesis de Halifax (hoy arquidiócesis de Halifax-Yarmouth).
El 8 de marzo de 1913 la catedral de San Dunstán, cuya construcción se terminó en 1907, fue arrasada por un incendio y posteriormente fue reconstruida entre 1916 y 1919.

## Estadísticas
De acuerdo al Anuario Pontificio 2020 la diócesis tenía a fines de 2019 un total de 65 401 fieles bautizados.
| Año                                                                             | Población            | Población | Población      | Sacerdotes | Sacerdotes    | Sacerdotes    | Bautizados por sacerdote | Diáconos permanentes | Religiosos | Religiosos | Parroquias |
| Año                                                                             | Bautizados católicos | Total     | % de católicos | Total      | Clero secular | Clero regular | Bautizados por sacerdote | Diáconos permanentes | Varones    | Mujeres    | Parroquias |
| ------------------------------------------------------------------------------- | -------------------- | --------- | -------------- | ---------- | ------------- | ------------- | ------------------------ | -------------------- | ---------- | ---------- | ---------- |
| 1950                                                                            | 40 334               | 95 047    | 42.4           | 88         | 82            | 6             | 458                      |                      | 5          | 235        | 56         |
| 1959                                                                            | 41 575               | 99 000    | 42.0           | 102        | 96            | 6             | 407                      |                      | 6          | 276        | 45         |
| 1966                                                                            | 44 867               | 107 000   | 41.9           | 93         | 88            | 5             | 482                      |                      | 6          | 310        | 46         |
| 1970                                                                            | 45 519               | 108 000   | 42.1           | 85         | 82            | 3             | 535                      |                      | 3          | 284        | 60         |
| 1976                                                                            | 49 952               | 117 000   | 42.7           | 82         | 80            | 2             | 609                      |                      | 2          | 270        | 58         |
| 1980                                                                            | 50 400               | 121 900   | 41.3           | 73         | 70            | 3             | 690                      | 1                    | 3          | 268        | 58         |
| 1990                                                                            | 55 969               | 128 500   | 43.6           | 69         | 66            | 3             | 811                      | 1                    | 3          | 198        | 59         |
| 1999                                                                            | 61 744               | 134 555   | 45.9           | 59         | 57            | 2             | 1046                     | 1                    | 2          | 170        | 50         |
| 2000                                                                            | 61 727               | 137 980   | 44.7           | 64         | 58            | 6             | 964                      | 1                    | 6          | 156        | 48         |
| 2001                                                                            | 60 920               | 134 557   | 45.3           | 63         | 57            | 6             | 966                      | 1                    | 7          | 157        | 47         |
| 2002                                                                            | 60 803               | 137 244   | 44.3           | 59         | 53            | 6             | 1030                     | 1                    | 7          | 147        | 47         |
| 2003                                                                            | 62 119               | 139 913   | 44.4           | 58         | 52            | 6             | 1071                     | 1                    | 7          | 141        | 47         |
| 2004                                                                            | 61 680               | 140 263   | 44.0           | 59         | 53            | 6             | 1045                     | 1                    | 7          | 132        | 47         |
| 2006                                                                            | 62 700               | 142 300   | 44.1           | 62         | 58            | 4             | 1011                     | 1                    | 5          | 162        | 53         |
| 2013                                                                            | 70 900               | 151 000   | 47.0           | 50         | 47            | 3             | 1418                     | 1                    | 4          | 101        | 50         |
| 2016                                                                            | 73 300               | 147 300   | 49.8           | 53         | 47            | 6             | 1383                     |                      | 6          | 83         | 50         |
| 2019                                                                            | 65 401               | 153 244   | 42.7           | 51         | 46            | 5             | 1282                     |                      | 5          | 76         | 52         |
| Fuente: Catholic-Hierarchy, que a su vez toma los datos del Anuario Pontificio. |                      |           |                |            |               |               |                          |                      |            |            |            |

## Episcopologio
- Bernard Angus MacEachern † (11 de agosto de 1829-23 de abril de 1835 falleció)
- Bernard Donald McDonald † (21 de febrero de 1837-30 de diciembre de 1859 falleció)
- Peter McIntyre † (8 de mayo de 1860-30 de abril de 1891 falleció)
- James Charles McDonald † (1 de mayo de 1891 por sucesión-1 de diciembre de 1912 falleció)
- Henry Joseph O'Leary † (29 de enero de 1913-7 de septiembre de 1920 nombrado arzobispo de Edmonton)
- Louis James O'Leary † (10 de septiembre de 1920-8 de julio de 1930 falleció)
- Joseph Anthony O'Sullivan † (6 de febrero de 1931-26 de febrero de 1944 nombrado arzobispo de Kingston)
- James Boyle † (18 de marzo de 1944-3 de junio de 1954 falleció)
- Malcolm Angus MacEachern † (27 de noviembre de 1954-24 de febrero de 1970 renunció[4])
- Francis John Spence † (17 de agosto de 1970-24 de abril de 1982 nombrado arzobispo de Kingston)
- James Hector MacDonald, C.S.C. (12 de agosto de 1982-2 de febrero de 1991 nombrado arzobispo de San Juan de Terranova)
- Joseph Vernon Fougère † (11 de diciembre de 1991-11 de julio de 2009 renunció)
- Richard John Grecco (11 de julio de 2009-4 de marzo de 2021 retirado)